# Монтемонако
Монтемонако (итал. Montemonaco) — коммуна в Италии, располагается в регионе Марке, в провинции Асколи-Пичено.
Население составляет 659 человек (2008 г.), плотность населения составляет 10 чел./км². Занимает площадь 68 км². Почтовый индекс — 63048. Телефонный код — 0736.
Покровителем коммуны почитается святой Бенедикт Нурсийский, празднование 21 марта.

## Демография
Динамика населения:

## Администрация коммуны
- Официальный сайт: